# Grimbor l'Incatenatore
Grimbor l'Incatenatore è un personaggio dei fumetti pubblicati da DC Comics. È un supercriminale che compare nelle storie dedicate alla Legione dei Super-Eroi. È apparso per la prima volta in Superboy n. 221 (novembre 1976).

## Biografia

### Pre-Crisi
Grimbor è un artigiano abile nel creare dispositivi di confinamento che non falliscono mai. Venne a contatto con una giovane metaumana di nome Charma Drisden quando fu chiamato dalla preside della scuola da lei frequentata sul suo pianeta natale, Turabeau, per ideare un modo per negare i poteri della giovane: un'aura ipnotica che faceva sì che gli uomini fossero spinti ad amarla e proteggerla, e le donne a odiarla e combatterla. Utilizzando i suoi poteri, Charma riuscì a persuadere Grimbor per azioni criminose. Insieme catturarono la Legione dei Super-Eroi e tentarono di ricattare R. J. Brande, ma finirono per essere fermati da Shrinking Violet. Violet attaccò Charma mentre era in presenza dei Legionari maschi. Quando furono liberi, attaccarono Grimbor, mentre Violet mise Charma in alcuni ceppi che annullarono i suoi poteri. Senza che la Legione ne fosse a conoscenza, più avanti Charma fu uccisa nella prigione femminile, poiché i suoi poteri spinsero le sue compagne di cella ad odiarla. Grimbor, infuriato, giurò vendetta sulla Legione, il gruppo che la mise in carcere. Attaccò quindi la squadra e mise delle catene energetiche intorno alla Terra, ma la Legione lo sconfisse e anche lui finì in cella.

### Post-Ora Zero
Grimbor ebbe un piccolo ruolo nella continuità post-Ora Zero. Un flashback lo mostrò mentre sconfiggeva gli agenti del governo della Terra Lyle Norg e Jacques Foccart prima che i due ottenessero i loro poteri d'invisibilità.

### Crisi Finale
Grimbor l'Incatenatore è tra i membri della Legione dei Supercriminali di Superboy-Prime.

## Altri media
```
Grimbor comparve nell'episodio "The Karate Kid" della serie animata 
Legion of Super Heroes
. Lavorò con 
Imperiex
 quando questi venne per rubare alcuni articoli e furono inseguiti da 
Nemesis Kid
 (che cercava Grimbor per conto della 
Polizia Scientifica
) e dalla Legione dei Super Eroi. Quando la maggior parte della Legione finì colpita da un'arma che tolse i poteri ai Legionari, solo 
Karate Kid
 fu lasciato a combatterlo. Karate Kid riuscì a sconfiggere Grimbor quando la fine di una delle sue catene finì presa in un albero e sembrò venire distrutto quando il Legionario attivò un esplosivo sulla sua cintura. Grimbor era ancora vivo nell'episodio "In The Beginning" quando catturò R. J. Brande e attirò la Legione in una trappola. Fu assunto dall'ex partner di Brande, Roderick Doyle perché eliminasse Brande e la Legione una volta per tutte. Fu infine sconfitto da 
Lightning Lad
.
```